# Де Жезус, Карлос Алберто
Карлос Алберто Гомес де Жезус (порт.-браз. Carlos Alberto Gomes de Jesus; родился 11 декабря 1984, Рио-де-Жанейро, Бразилия) — бразильский футболист, полузащитник. Выступал за сборную Бразилии.

## Клубная карьера

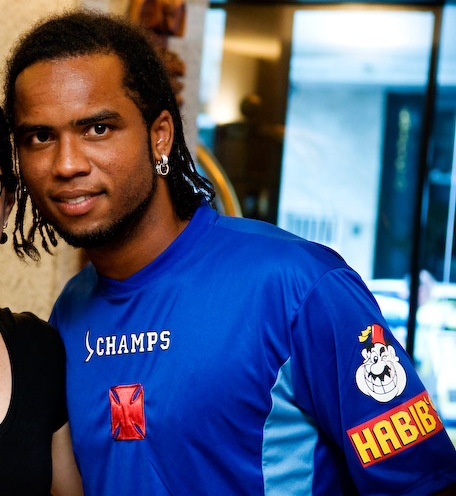
Карлос Алберто в составе «Васко да Гама»

Карлос Алберто воспитанник клуба «Флуминенсе». В 2002 году он дебютировал за основную команду и в первом же сезоне стал чемпионом Лиги Кариока. По окончании сезона Карлос Алберто перешёл в португальский «Порту». За единственный сезон проведённый в Португалии он выиграл португальскую лигу, стал обладателем Суперкубка Португалии, а также помог драконам завоевать Интерконтинетальный кубок и Лигу чемпионов. В финальном поединке против французского «Монако» Карлос Алберто забил первый гол, положив начало разгрома монегасков.
В 2005 году он вернулся на родину, где заключил контракт с «Коринтианс». В первом же сезоне Карлос Алберто выиграл Серию А, но после затяжного конфликта с тренером Эмерсоном Леао потерял место в основе и был вынужден уйти в аренду «Флуминенсе». С родным клубом он завоевал Кубок Бразилии. В 2007 году Карлос Алберто перешёл в немецкий «Вердер». Сумма трансфера в 7,8 млн евро стала рекордной для бременцев. Контракт был подписан на четыре года. 18 августа в матче против «Баварии» он дебютировал в Бундеслиге. Карлос Алберто слабо работал на тренировках и мотивировал это бессонницей и необходимостью вернуться в Бразилию. В надежде хоть, как-то оправдать провальный трансфер бразильца руководство «Вердера» вынуждено было отдать его в аренду сначала в «Сан-Паулу», а затем в «Ботафого» и «Васко да Гама». В 2009 году Карлос Алберто помог «Васко» выиграть Серию B и позже перешёл в команду на постоянной основе.
В 2011 году он выступал на правах аренды за «Гремио» и «Баия». В 2014 году выступал за «Ботафого», в 2015—2016 — за «Фигейренсе». С 13 января 2017 года играет за «Атлетико Паранаэнсе». 11 июля 2017 года расторг контракт с «Атлетико Паранаэнсе» по собственному желанию.

## Международная карьера
15 июля 2003 года в матче Золотого кубка КОНКАКАФ против сборной Гондураса Карлос Алберто дебютировал за сборную Бразилии. На турнире он принял участие в ещё трёх поединках против сборных Колумбии, США и Мексики и завоевал серебряные медали.

## Достижения
Командные
 «Флуминенсе»
- Лига Кариока — 2002
- Обладатель Кубка Бразилии — 2007

 «Порту»
- Чемпионат Португалии по футболу — 2004
- Обладатель Суперкубка Португалии — 2004
- Обладатель Кубка Чемпионов УЕФА — 2004
- Обладатель Межконтинетального кубка — 2004

 «Коринтианс»
- Чемпионат Бразилии по футболу — 2005

 «Васко да Гама»
- Чемпионат Бразилии по футболу (Серия B) — 2009

Международные
 «Бразилия»
- Золотой кубок КОНКАКАФ — 2003